# Torsten Wiesel
Torsten Nils Wiesel (Uppsala, Suècia 1924) és un neurobiòleg suec guardonat amb el Premi Nobel de Medicina o Fisiologia l'any 1981.

## Biografia
Va néixer el 3 de juny de 1924 a la ciutat d'Uppsala, població situada al comtat del mateix nom. Va estudiar medicina a l'Institut Karolinska d'Estocolm, on es graduà l'any 1954. Va iniciar la seva carrera científica en aquest mateix centre però l'any següent es traslladà als Estats Units per esdevenir professor de fisiologia a la Universitat Johns Hopkins i posteriorment a la Universitat Harvard. El 1983 fou nomenat catedràtic a la Universitat Rockefeller de Nova York, esdevenint el seu president entre el 1992 i 1998, i és membre de la delegació estrangera de la Royal Society de Londres.

## Recerca científica
Durant la seva estada a la Universitat Johns Hopkins conegué David Hunter Hubel, amb el qual inicià una llarga col·loració en aquest centre així com a Harvard. Ambdós científics orientaren la seva recerca vers el còrtex cerebral, especialment en aquella part del cervell que es relaciona amb l'àrea visual. Els seus estudis sobre la vista han estat cabdals per al tractament de l'estrabisme i les cataractes.
L'any 1981 fou guardonat, juntament amb Hubel, amb la meitat del Premi Nobel de Medicina o Fisiologia per les seves aportacions en l'estudi de l'àrea visual del còrtex cerebral. L'altra meitat del premi recaigué en Roger Wolcott Sperry pels seus treballs sobre les funcions dels hemisferis cerebrals.